# Chiesa di San Giovanni Battista (Valgioie)
La chiesa di San Giovanni Battista è la parrocchiale di Valgioie, in città metropolitana e arcidiocesi di Torino; fa parte del distretto pastorale Torino Ovest.

## Storia
La primitiva chiesa valgioiese sorse in epoca medievale; di essa resta il campanile.
Nell'autunno del 1693 la chiesa fu depredata e data alle fiamme delle truppe francesi; la struttura dovette poi venir restaurata tra il 1698 e il 1735.
L'abate Francesco Ferrero, vicario del cardinale Giacinto Sigismondo Gerdil, compiendo il 20 settembre 1781 la sua visita, trovò che la chiesa versava in pessime condizioni e ordinò che fosse riedificata.
Così, la prima pietra della nuova parrocchiale fu posta nel 1786; la consacrazione venne poi impartita il 29 settembre 1789 sempre dal Ferrero.
Nel 1852 fu realizzata la cappella di Sant'Antonio, mentre nel 1863 e nel 1887 vennero costruite rispettivamente le navate laterali di sinistra e di destra.
Successivamente, nel 1897 si procedette alla posa del nuovo pavimento ligneo del presbiterio, mentre poi nel 1911 la facciata venne rimaneggiata su disegno di Michele Ruffino; tra il 1924 e il 1925 fu ristrutturata la chiesa e il campanile venne restaurato tra il 1977 e il 1979.

## Descrizione

### Esterno
La facciata della chiesa, che volge ad oriente, è suddivisa da una cornice marcapiano in due registri, entrambi scanditi da lesene; quello inferiore presenta centralmente il portale maggiore, sopra il quale è collocato un affresco ritraente San Giovanni Battista, e sulla sinistra l'ingresso secondario, mentre quello superiore, ai lati del quale due volute lo raccordano con l'ordine sottostante, è caratterizzato da una finestra di forma ovale e coronato dal timpano sopra al quale sono collocati quattro pinnacoli.

### Interno
L'interno dell'edificio si compone di tre navate, ognuna delle quali costituita da quattro campate, di cui la centrale coperta da volta a botte lunettata e le laterali da volte a vela; al termine dell'aula si sviluppa il presbiterio, sopra cui si erge la cupola, inframezzato tra la sacrestia e la cappella invernale e chiuso dall'abside.